# Big Thief
Big Thief (Біґ тіф, укр. Великий злодій) — американський музичний колектив, що виконує інді-рок з елементами фолку та базується у Брукліні, штат Нью-Йорк. Учасниками гурту є Адріанна Ленкер (гітара, вокал), Бак Мік (гітара, бек-вокал) та Джеймс Кривченя (ударні). Усі троє є випускниками Музичного коледжу Берклі.
Дебютна платівка Big Thief під назвою Masterpiece побачила світ 27 травня 2016 року на лейблі Saddle Creek Records.
4 квітня 2017 року колектив представив їхній новий сингл під назвою «Mythological Beauty», а вже наступного дня відбулася прем'єра офіційного музичного відео на пісню. Тоді ж учасники гурту оголосили про намір випустити свій наступний альбом, Capacity, який вийшов 9 червня того ж року на Saddle Creek.
У 2019 році Big Thief записали одразу дві платівки та низку синглів. Напередодні виходу третього альбому колективу, U.F.O.F., було видано три сингли: «U.F.O.F.», «Cattails» та «Century». Альбом вийшов 3 травня 2019 року. Четверта платівка гурту, Two Hands, побачила світ 11 жовтня 2019 року. Її виходу передували сингли «Not» та «Forgotten Eyes». Обидва альбоми були напрочуд тепло сприйняті критиками та опинилися у багатьох списках найкращих записів року, а U.F.O.F. було номіновано на нагороду «Греммі». П'ятий та наразі крайній альбом гурту, Dragon New Warm Mountain I Believe in You, вийшов 11 лютого 2022 року.
11 липня 2024 року басист Макс Олеарчик заявив, що покидає гурт «з особистих причин».

## Учасники гурту
Теперішні:
- Адріанна Ленкер — вокал, гітара (з 2015)
- Бак Мік — гітара, бек-вокал (з 2015)
- Джеймс Кривченя — ударні (з 2016)

Колишні:
- Макс Олеарчик — бас (2015—2024)
- Джейсон Бергер — ударні (2015—2016)

|                 |
| Адріанна Ленкер |

|         |
| Бак Мік |

|               |
| Макс Олеарчик |

|                 |
| Джеймс Кривченя |

## Дискографія

### Студійні альбоми
- Masterpiece (Saddle Creek, 27 травня 2016)
- Capacity (Saddle Creek, 9 червня 2017)
- U.F.O.F. (4AD, 3 травня 2019)
- Two Hands (4AD, 11 жовтня 2019)
- Dragon New Warm Mountain I Believe in You (4AD, 11 лютого 2022)

### Міні-альбоми
- Wide Winged Bird (самовидання, 2018)
- Demos Vol. 1: Topanga Canyon, CA — Feb 2018 (самовидання, 2020)
- Live at the Bunker Studio (4AD, 2021)

### Сингли
- «Mother» (Weathervane, 2016)
- «Dandelion» (Saddle Creek, 2016)
- «Masterpiece» (Saddle Creek, 2016)
- «Real Love» (Saddle Creek, 2016)
- «Paul» (Saddle Creek, 2016)
- «Mythological Beauty» (Saddle Creek, 2017)
- «Shark Smile» (Saddle Creek, 2017)
- «Haley» (Saddle Creek, 2017)
- «Mary» (Saddle Creek, 2017)
- «U.F.O.F.» (4AD, 2019)
- «Cattails» (4AD, 2019)
- «Century» (4AD, 2019)
- «Not» (4AD, 2019)
- «Forgotten Eyes» (4AD, 2019)
- «Love in Mine» (4AD, 2020)
- «Off You» (оригінал — The Breeders; 4AD, 2021)
- «Little Things/Sparrow» (4AD, 2021)
- «Certainty» (4AD, 2021)
- «Change» (4AD, 2021)
- «Time Escaping» (4AD, 2021)
- «No Reason/Spud Infinity» (4AD, 2021)
- «Simulation Swarm» (4AD, 2022)
- «Vampire Empire» (4AD, 2023)
- «Born for Loving You» (4AD, 2023)

### Музичні відео
- «Masterpiece» (2016)[8]
- «Humans» (2016)[9]
- «Mythological Beauty» (2017)[10]
- «Red Moon» (2022)[11]

## Нагороди
| Рік  | Нагорода          | Категорія                                     | Альбом/пісня                              | Результат |
| ---- | ----------------- | --------------------------------------------- | ----------------------------------------- | --------- |
| 2020 | Нагорода «Греммі» | Найкращий альтернативний музичний альбом      | U.F.O.F.                                  | Номінація |
| 2020 | Libera Awards     | Альбом року                                   | U.F.O.F.                                  | Перемога  |
| 2020 | Libera Awards     | Найкращий альбом у жанрі альтернативного року | U.F.O.F.                                  | Номінація |
| 2021 | Нагорода «Греммі» | Найкраще рок-виконання                        | «Not»                                     | Номінація |
| 2021 | Нагорода «Греммі» | Найкраща рок-пісня                            | «Not»                                     | Номінація |
| 2023 | Нагорода «Греммі» | Найкращий альтернативний музичний альбом      | Dragon New Warm Mountain I Believe in You | Номінація |
| 2023 | Нагорода «Греммі» | Найкраще виконання альтернативної музики      | «Certainty»                               | Номінація |